# Sheran Yeini
Sheran Yeini (en hebreo: שרן ייני‎; Tel Aviv, 8 de diciembre de 1986) es un exfutbolista israelí que jugaba en la demarcación de centrocampista. La mayor parte de su carrera militó en el Maccabi Tel Aviv F. C. y en el momento de su retirada era, con 555, el segundo jugador con más partidos en la historia del club.

## Selección nacional
Tras jugar con la selección de fútbol sub-21 de Israel, finalmente hizo su debut con la selección absoluta el 22 de marzo de 2013 en un partido de clasificación para la Copa Mundial de Fútbol de 2014 contra Portugal que finalizó con un resultado de empate a tres tras los goles de Bruno Alves, Hélder Postiga y de Fábio Coentrão para Portugal, y de Tomer Hemed, Eden Ben Basat y de Rami Gershon para Israel.

## Clubes
| Club                   | País         | Año       | Partidos | Goles |
| ---------------------- | ------------ | --------- | -------- | ----- |
| Maccabi Tel Aviv F. C. | Israel       | 2004-2015 | 302      | 16    |
| S. B. V. Vitesse       | Países Bajos | 2015-2017 | 38       | 1     |
| Maccabi Tel Aviv F. C. | Israel       | 2017-2024 | 219      | 4     |

## Palmarés

### Campeonatos nacionales
| Título                 | Club                   | País   | Año  |
| ---------------------- | ---------------------- | ------ | ---- |
| Copa Toto Al           | Maccabi Tel Aviv F. C. | Israel | 2009 |
| Liga Premier de Israel | Maccabi Tel Aviv F. C. | Israel | 2013 |
| Liga Premier de Israel | Maccabi Tel Aviv F. C. | Israel | 2014 |
| Copa Toto Al           | Maccabi Tel Aviv F. C. | Israel | 2015 |
| Liga Premier de Israel | Maccabi Tel Aviv F. C. | Israel | 2015 |
| Copa de Israel         | Maccabi Tel Aviv F. C. | Israel | 2015 |
| Copa Toto Al           | Maccabi Tel Aviv F. C. | Israel | 2018 |
| Copa Toto Al           | Maccabi Tel Aviv F. C. | Israel | 2019 |
| Liga Premier de Israel | Maccabi Tel Aviv F. C. | Israel | 2019 |
| Supercopa de Israel    | Maccabi Tel Aviv F. C. | Israel | 2019 |
| Liga Premier de Israel | Maccabi Tel Aviv F. C. | Israel | 2020 |
| Supercopa de Israel    | Maccabi Tel Aviv F. C. | Israel | 2020 |
| Copa Toto Al           | Maccabi Tel Aviv F. C. | Israel | 2021 |
| Copa de Israel         | Maccabi Tel Aviv F. C. | Israel | 2021 |
| Copa Toto Al           | Maccabi Tel Aviv F. C. | Israel | 2024 |
| Liga Premier de Israel | Maccabi Tel Aviv F. C. | Israel | 2024 |